# 고베중앙신학교
고베중앙신학교(神戸中央神学校; Kobe Central Theological Seminary)는 일본 고베시에 위치한 개신교 개혁주의 신학교로서 1907년에 설립된 고베신학교(神戸神学校)가 오사카 신학원(大阪神学院)과 1927년에 합병하여 '고베중앙신학교'로 운영되었다. 태평양전쟁으로 1942년 미국 선교사들이 본국으로 돌아가게 되어 폐교하였다. 

## 연혁
1887년에 설립된 메이지 학원(明治学院; Meiji Gakuin) 신학부는 개신교 성직자를 양성하는 신학교육 기관이었다. 메이지학원 신학부의 교수인 우에무라 마사히사(植村正久)는 1901년부터 조직신학 과목의 교과서로서 클라크(W. N. Clarke)의 저서를 채택하여 가르쳤으나, 1903년에 이르러 보수적인 신학 입장을 견지하는 새뮤얼 풀턴(Samuel Peter Fulton) 교수가 이를 자유주의 신학으로 규정하며 강하게 비판하였다. 이를 계기로 우에무라는 1903년 12월 신학부 교수직을 사임하면서, 1904년 11월 별도의 도쿄신학사(東京神学社)를 설립한다. 이러한 분립에도 불구하고 새뮤얼 풀턴이 속한 미국 남장로교회 소속 선교사들은 메이지학원 신학부가 여전히 자유주의 경향이 있다고 판단하여, 1907년 9월 칼빈주의를 표방하는 보수적인 신학교인 고베신학교(神戸神学校)를 별도로 설립하였다. 이후 1927년에 미국 북장로교회가 참여하던 오사카신학원(大阪神学院)과 합병하며 명칭을 '고베중앙신학교'(神戸中央神学校)로 변경하였다.
일본은 1939년에 공표된 '종교단체법'에 따라 일본 내 기독교 교단을 강제로 통합하기 시작했고, 이에 따라 1941년 일본 내 모든 기독교 교파를 일본기독교단이라는 단일 교단으로 통합하였다. 고베중앙신학교와 미국 장로교단이 일본 내 종교통폐합과 신사참배에 반대하였고, 미국을 상대로한 태평양 전쟁이 발발하면서 선교사들이 본국으로 돌아가게 되어 고베중앙신학교는 1942년 3월에 폐교하게 되었다.

## 졸업생
- 가가와 도요히코
- 김치선
- 김우현
- 전필순